# Walcha Council
Walcha Council is een Local Government Area (LGA) in de Australische deelstaat New South Wales. Walcha Council telt 3.283 inwoners. De hoofdplaats is Walcha.